# Morne Duranton
Le morne Duranton est un sommet situé sur l'île de Basse-Terre en Guadeloupe. 
Il se trouve sur le territoire de la commune de Deshaies.

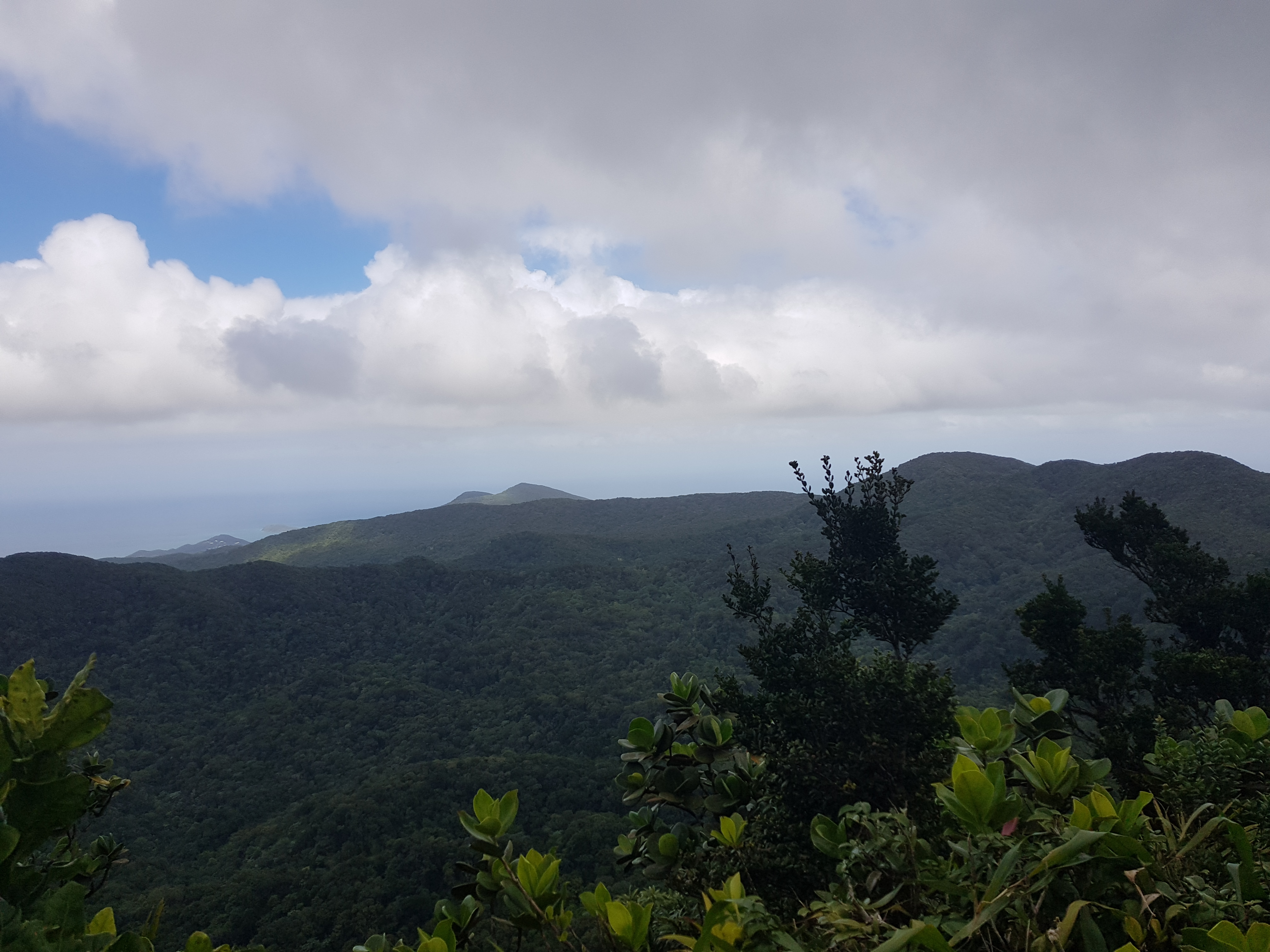
Piton Grand Fond, morne Duranton, morne Paul Thomas, morne Marguerite Larue et morne Mazeau.